# Edraianthus niveus
Edraianthus niveus — вид квіткових рослин родини дзвоникові (Campanulaceae)

.

## Поширення
Ендемік Боснії і Герцеговини. Росте у горах Враниця (гори Лочика, Крстач) Зек-Планіна, Вітреуша на альпійських лугах на висоті 1600-2115 м.

## Опис
Багаторічна трав'яниста рослина заввишки до 15 см. Стебло волосисте з фіолетовими відблисками. Листя видовжене ланцетоподібне, в нижній частині волосисте, у верхній — голе. Листя завдовжки 30-80 мм і завширшки близько 1-3 мм.
Цвіте в липні та серпні. Суцвіття з 2-8 квітками. Квіти білі, діаметром 20-28 мм. Коробочка відкривається зверху. Насіння плоске, широкоеліпсоїдне, світло-коричневе та голе.